# Acacia anfractuosa
Acacia anfractuosa är en ärtväxtart som beskrevs av Bruce R. Maslin. Acacia anfractuosa ingår i släktet akacior, och familjen ärtväxter. Inga underarter finns listade i Catalogue of Life.